# Exomvourgo
Exomvourgo (řecky Εξώμβουργο) je řecká obecní jednotka na ostrově Tinos v Egejském moři v souostroví Kyklady. Do roku 2011 byla obcí. Nachází se ve střední části ostrova a na severozápadě sousedí s obecní jednotkou Panormos a na jihu s obecní jednotkou Tinos. Je jednou ze tří obecních jednotek na ostrově.

## Obyvatelstvo
Obecní jednotka Exomvourgo se skládá z 9 komunit, z nichž největší je Steni. V závorkách je uveden počet obyvatel.
- Obecní jednotka Exomvourgo (2403) o rozloze 138,213 km² — komunity: Agapi (91), Falatados (328), Kalloni (298), Kampos (222), Kardiani (87), Komi (318), Ktikados (386), Steni (527), Ysternia (146).